# Kurganmashzavod
JSC Kurganmashzavod (tiếng Nga: Курганмашзавод; Nhà máy sản xuất phương tiện Kurganian) là một công ty chuyên sản xuất xe thiết giáp của Nga có trụ sở tại Kurgan, Liên bang Nga. Nhà máy được biết đến với sản phẩm chủ yếu là dòng xe chiến đấu bộ binh BMP.

## Tổng quan
Sản phẩm chính của nhà máy là các xe thiết giáp bộ binh BMP-2 và BMP-3 nổi tiếng, với việc có trong trang bị của 29 quốc gia. Ngoài ra, công ty cũng sản xuất các loại xe dân sự, như máy kéo cỡ nhỏ, máy xây dựng và xe buýt, cùng với nhiều loại xe khác.
Kurganmashzavod JSC là tổ hợp sản xuất chế tạo lớn nhất của tỉnh Kurgan. Đây là một tổ hợp sản xuất lớn, với 3 xưởng, 6 nhà máy đặc biệt và các phân xưởng phụ trợ đảm bảo dây chuyền sản xuất toàn bộ khép kín. Nhà máy tham gia phát triển công nghệ, thử nghiệm vũ khí trang bị và sản xuất xe thiết giáp quy mô lớn.
Giám đốc của nhà máy tính đến năm 2018 là Pyotr Aleksandrovich Tyukov.

## Lịch sử

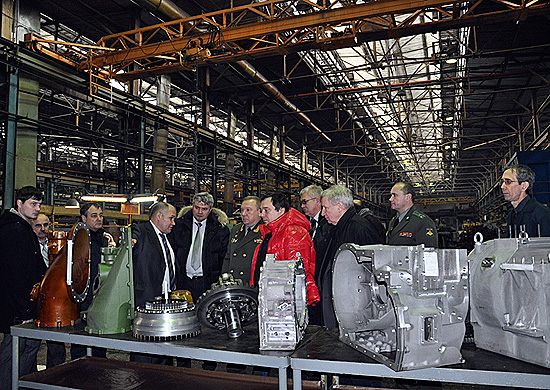
Vladimir Shamanov visiting the Kurganmashzavod plant in 2013

Nhà máy được thảnh lập với vai trò ban đầu là sản xuất cần trục cỡ lớn. Năm 1954 việc chế tạo các sản phẩm thiết bị quân sự bắt đầu được tiến hành với việc nhà máy sản xuất xe kéo bánh xích ATS và ATS-59, được sử dụng cho việc khai thác các giếng dầu vùng Tyumen, bên cạnh việc xuất khẩu. Máy kéo ATS-59 cũng được chế tạo theo giấy phép tại Ba Lan. Tháng 10 năm 1966, nhà máy sản xuất xe thiết giáp bộ binh BMP-1, năm 1967, công việc sản xuất quy mô lớn xe thiết giáp được tiến hành.
Những năm 70s, nhà máy được tổ chức lại nhằm sản xuất các phương tiện quân sự ở quy mô lớn. Quy mô sản xuất đã tăng gấp 5 lần so với trước đây. Từ năm 1983, nhà máy giới thiệu mẫu xe BMP-2, và vào năm 1987 là xe BMP-3.
Vào năm 2008, nhà máy tái thiết lập quy trình sản xuất nhằm tăng hiệu quả trong quá trình sản xuất. Nhà máy đặt mục tiêu sẽ sản xuất hàng ngàn xe thiết giáp, thay vì hàng chục xe mỗi năm như hiện nay, phục vụ nhu cầu trang bị của quân đội Nga và dành cho xuất khẩu.
Năm 2007, lợi nhuận thường niên của công ty là 231 triệu đô la. Trong đó xuất khẩu chiếm 20%.
Kurganmashzavod nhận được hợp đồng lớn trị giá 250 triệu đô la để sản xuất xe BMP-3 trong giai đoạn 2007-2010. Công ty trích ra 40 triệu đô la để mua sắm các trang thiết bị phục vụ việc sản xuất.
Năm 2019, công ty thuộc quyền sở hữu của Tập đoàn hệ thống vũ khí chính xác (một thành viên của tập đoàn Rostec).